# 格拉博韋 (舊維日夫卡區)
51°24′11″N 24°44′31″E / 51.40306°N 24.74194°E
格拉博韋（烏克蘭語：Грабове），是烏克蘭的村落，位於該國西部沃倫州，由科韋利區負責管轄，始建於1545年，面積2.22平方公里，海拔高度166米，2001年人口382，人口密度每平方公里171.76人。